# Montañas Blue
Las montañas Blue (en inglés, Blue Mountains, que significa, «montañas azules») son una cadena montañosa localizada en el noroeste de los Estados Unidos, que se extiende largamente por el este del estado de Oregón y el sudeste de Washington. La cordillera, situada en el Pacífico Noroeste, tiene una superficie de 10 500 km², que se extiende desde el este y sureste de la localidad de Pendleton (Oregón) hasta el río Snake, a lo largo de la frontera entre Oregón e Idaho. 

## Historia
A mediados del siglo XIX, las montañas Blue fueron un formidable obstáculo en la ruta de Oregón y eran, a menudo, la última cadena de montañas de América que los pioneros tuvieron que cruzar antes de llegar al final de la ruta en el Valle del Willamette, cerca de Oregon City, tanto si llegaban por el sureste de Washington cerca de Walla Walla, como si pasaban por la garganta del río Columbia.

## Geografía

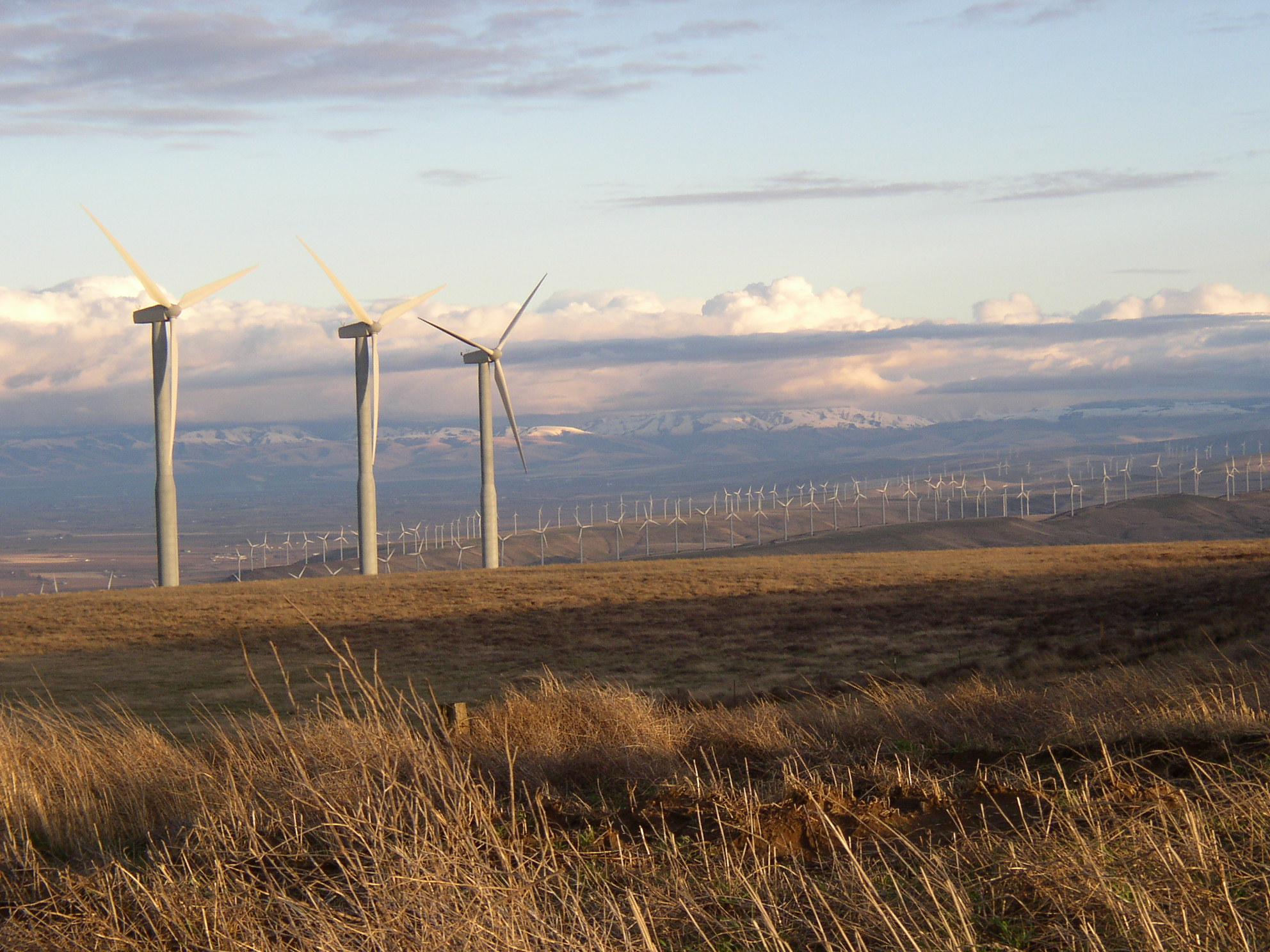
Molinos eólicos en las montañas Blue.

Geológicamente, la cadena es una parte de la más accidentada meseta del Columbia, localizada en la zona seca de Oregón al este de la cordillera de las Cascadas. Los picos más altos de la cadena de montañas es el Rock Creek Butte (2776 m) y el pico Elkhorn (2722 m). Las cercanas montañas Wallowa, al este de la cordillera principal cerca del río Snake, a veces se incluyen como una subcordillera de las montañas Blue.
La cordillera está atravesada actualmente por la Interestatal 84, que cruza la cresta de la cordillera desde el sursureste al norte-noroeste, entre La Grande y Pendleton. La comunidad de Baker City se encuentra a lo largo del flanco sudeste de la cordillera. La carretera U.S. Route 26 cruza la parte sur de la cordillera, alcanzando su máxima altura en el paso Blue Mountain («Blue Mountain Pass») (1554 m).
Gran parte de la cadena montañosa forma parte de varias áreas boscosas protegidas, como el bosque nacional Malheur («Malheur National Forest»), el bosque nacional Umatilla («Umatilla National Forest») y el bosque nacional Wallowa-Whitman («Wallowa-Whitman National Forest»). También comprende varias áreas silvestres protegidas remotas, como el área de Vida Silvestre Umatilla («Umatilla Wilderness»), la de North Fork John Day («North Fork John Day Wilderness»), la de Strawberry Mountain («Strawberry Mountain Wilderness») y la de Monument Rock («Monument Rock Wilderness»), todos ellas en Oregón. La Wenaha-Tucannon se encuentra a horcajadas en la frontera de Oregón y Washington. 
La cordillera es drenada por varios ríos, entre ellos el río Malheur (306 km), el río Grande Ronde (293 km) el río Powder (180 km) y el río Tucannon (100 km), afluentes del río Snake, así como las fuentes del río John Day (457 km), río Umatilla (143 km) y del río Walla Walla (98 km), afluentes del río Columbia.